# Karishma: The Miracle of Destiny
Karishma: The Miracle of Destiny (करिश्मा) est une série télévisée indienne en 262 épisodes d'environ 20 minutes créée par Akashdeep et diffusée à partir du 23 août 2003 sur la chaîne Sahara TV.  
À la date de sa diffusion, c'est la série indienne la plus coûteuse jamais produite. Elle raconte l'histoire d'une jeune femme, interprétée par Karisma Kapoor, qui devient une femme d'affaires riche et puissante.

## Distribution
- Karisma Kapoor : Devyani/Avni
- Sanjay Kapoor (en) : Amar
- Arbaaz Khan : Aarnav
- Harsh Chhaya (en) : Sameer
- Ayub Khan (en) : Jai
- Jugal Hansraj : Kunal (fils de Sameer)
- Sheeba Akashdeep (en) : Amrita (femme de Sameer)
- Resham Tipnis (en) : Natasha (femme de Jai)
- Arshad Warsi : Pakiya
- Vikas Bhalla (en) : Arjun
- Vishwajeet Pradhan (en) : Thakur (frère d'Arjun et grand-père d'Aarnav)
- Jayati Bhatia (en) : femme de Thakur
- Pavan Malhotra (en) : Raja
- Sanober Kabir (en) : Ria (petite-amie de Kunal)
- Tinnu Anand (en) : avocat de Devyani
- Vijay Raaz : Ladoo
- Raju Kher (en) : docteur de Devyani
- Deepshikha (en) : Sanjana
- Saadhika Randhawa (en) : Saadhika
- Mayuri Kango (en) : Mansi (fille de Devyani et mère d'Avni)
- Rahul Roy (en) : Rahul